# 仁川延寿警察署
仁川延寿警察署（インチョンヨンスけいさつしょ）は、仁川地方警察庁所管の警察署である。

## 管轄区域
- 延寿区

## 沿革
- 1997年8月1日 - 延寿警察署として開署。
- 2001年 - 仁川延寿警察署に改称。

## 組織
- 警務課
- 生活安全課
- 警備交通課
- 刑事課
- 捜査課
- 情報保安課
- 女性青少年課

## 管轄地区隊
- 延寿地区隊
- 東春地区隊

## 管轄派出所
- 松島国際都市派出所
- 仙鶴派出所